# Anthurium barbacoasense
Anthurium barbacoasense är en kallaväxtart som beskrevs av Adolf Engler. Anthurium barbacoasense ingår i släktet Anthurium och familjen kallaväxter. Inga underarter finns listade.